# Zuřivý Roland
Zuřivý Roland (italsky Orlando furioso) je rytířský epos, který vznikl v období renesance, jeho autorem je italský básník Ludovico Ariosto.

## Vznik
Ariosto začal epos psát kolem roku 1504 a pracoval na něm třicet let. Dílo bylo vydané v Benátkách v roce 1516, v roce 1521 a v roce 1532 je autor přepracoval. Epos byl napsán v toskánštině. Toskánština se stala od 16. století literárním jazykem, a to zásluhou Danta, Petrarky a Boccaccia.
V prvním znění měla skladba 40 zpěvů, v konečném zpracování 46 zpěvů průměrně po 100 oktávách.Děj byl inspirován rytířským eposem Zamilovaný Roland (Orlando Innamorato, 1494)), který napsal italský básník Matteo Maria Boiardo. Toto dílo nebylo dokončeno, bylo psáno italštinou, která byla ovlivněna dialektem Pádské nížiny. Orlando byl křesťanský rytíř, který je známý ve francouzštině jako Roland. Francouzská tradice vypráví jen o Rolandově poslední bitvě a smrti, vše ostatní je doplněno až v italských eposech, kde také dochází k sepětí cyklu karolínského s bretoňským.
Tradiční Roland byl do té doby vykreslen jako cudný a nepřístupný milostným pokušením, Boiardo změnil tento pohled, stvořil zamilovaného Rolanda. Ve svém díle se také snažil potvrdit legendu, že rod Este pochází ze sňatku Ruggiera z Risy a Bradamante z Chiaramontu. Rod Este vládl v 15. století ve Ferraře, více než století byla Ferrara hlavním městem epické poezie a tři velké básně italské renesance vznikly právě na dvoře rodu Este: Zamilovaný Roland, Zuřivý Roland a Osvobozený Jeruzalém od Torquata Tassa.

## Obsah a interpretace
Celé dílo se skládá z množství epizod odvozených z eposů, románů a hrdinské poezie středověku a rané renesance, tradiční rytířský svět je propleten fantastickými bájemi různého původu. V eposu je možné identifikovat tři hlavní jádra, kolem nichž jsou seskupeny různé příběhy: Rolandova neopětovaná láska k Angelice; válka mezi křesťany a saracény; milostný příběh Ruggiera a Bradamante.
Základním tématem skladby Zuřivý Roland je příběh rytíře Rolanda, který se pomátl kvůli nešťastné lásce k čínské princezně Angelice, zapomněl na svou povinnost chránit císaře a bloudil světem. Na začátku básně se objevuje Angelika, která přišla se svými kouzly mezi paladiny Karla Velikého, aby vzbudila lásku a žárlivost mezi muži a odvedla je tak od války se saracény. Rolando a další válečníci ji pronásledovali, společně prožili četná dobrodružství. Angelika zachránila raněného saracénského bojovníka Madora, zamilovala se do něho a Rolanda odmítla. Rolando se rozzuřil, ztratil rozum a ničil všechno kolem sebe.
Epickým motivem eposu je boj rytířů Karla Velikého s africkým králem Agramantem ve Francii a v Africe. Saracéni pod vedením Agramanta napadli Evropu, aby pomstili smrt Agramantova otce. Dobyli Paříž a křesťanskému vojsku Karla Velikého hrozilo, že bez Rolanda, hlavního bojovníka, boj prohrají a ztratí Francii, proto se Rolanda vydali hledat. Křesťanský hrdina Astolfo se dostal až na Měsíc, kde se nachází vše, co se ztratí na Zemi. Z Měsíce přinesl nádobku s Rolandovým rozumem a uzdravený Rolando se vrací do boje.
Souběžně s tématem nenaplněné lásky Rolanda a Angeliky se v eposu rozvíjí oslavný motiv díla, a to téma lásky s překážkami mezi saracénským bojovníkem Ruggierem a křesťanskou bojovnicí Bradamante, z jejichž lásky měl být odvozen rod Este. Saracénský rytíř Ruggiero, potomek trojského Hektora, se v bitvě v Pyrenejích setkal s křesťanskou válečnicí Bradamante. Ruggierovi je předpovězeno, že přestoupí na křesťanství, ožení se s Bradamante, ale nakonec zemře zradou, proto ho kouzelník Atlas držel na svém kouzelném zámku.
Epos obsahuje mnoho dalších postav, například Rolandova bratrance, paladina Rinalda, který je také zamilovaný do Angeliky, vystupuje zde postava Rodomanta, který je v souboji zabit Ruggierem, objevují se vojáci, čarodějové, různá fantastická stvoření. Je vylíčen také příběh lásky rytíře Zerbina a Isabelly, příběh Olympie aj. V celém díle se spojují realistické i fantastické prvky, objevuje se například hipogryf, ostrov kouzelnice Alciny.
Rytířský svět podává Ariosto jako svět svobodné iniciativy jednotlivce, historický děj se mění v dobrodružství, z rytířů se stávají bludní rytíři, jde vlastně o bloudění a hledání. Hlavním hrdinou se stal ne Roland moudrý, ale bláznivý a zuřivý, který bloudil po světě nahý a ničil vše kolem sebe. Láska, čest, dobrodružství hraničí se směšností. Autor používá zvláštní vyprávěcí formy, děj je často přerušován, má spoustu odboček, epizod, náhlých přechodů, objevují se i lyrické pasáže.

## Překlad
Do češtiny přeložil dílo český básník, dramatik a překladatel Jaroslav Vrchlický, později divadelní teoretik a kritik, dramaturg a překladatel Jaroslav Pokorný (1920-1983).
ARIOSTO, Ludovico. Zuřivý Roland. Překlad Jaroslav Vrchlický. V Praze: J. Otto, [1891-1893].
ARIOSTO, Ludovico a CALVINO, Italo. Zuřivý Roland: ve vyprávění a výběru Itala Calvina. Překlad Jaroslav Pokorný. Vyd. 1. Praha: Odeon, 1974.